# Alternanthera asterophora
Alternanthera asterophora är en amarantväxtart som beskrevs av Paul Carpenter Standley. Alternanthera asterophora ingår i släktet alternanter, och familjen amarantväxter. Inga underarter finns listade i Catalogue of Life.